# Pulsar de la Guitare
PSR B2223+65, connu sous le nom du pulsar de la Guitare ou la nébuleuse de la Guitare, est un pulsar radio et X de la constellation de Céphée. Il est situé au sein d'une nébuleuse, plus précisément un rémanent de supernova, la nébuleuse de la Guitare, qui a été découverte en avril 1919 par les astronomes américains Walter Sydney Adams et Alfred Harrison Joy qui l’identifieront comme une binaire spectroscopique, mais il sera identifié comme un pulsar en 1975 par les astronomes britanniques Andrew Lyne et Francis Graham-Smith. Les mesures effectuées avec le télescope spatial Chandra montrent que le pulsar et son rémanent se situent à ~2,0 Kpc (~6 500 a.l.) de la Terre.

## Nomination
PSR B2223+65 ainsi que son environnement (rémanent, supernova) sont nommés la « Guitare » en raison de la forme de la nébuleuse. La forme de la nébuleuse est produite par le mouvement propre du pulsar, qui voyage à grande vitesse à travers un gaz partiellement neutre. La vitesse du pulsar est mesurée à 800 km/s ce qui en fait sans doute l'étoile au mouvement propre le plus élevé de la Voie lactée. Lors de la supernova, le pulsar a donc dû être éjecté par une supernova asymétrique dans une direction aléatoire à une vitesse folle. Dans le spectre visible le pulsar est entouré de matière, produisant une traînée derrière son mouvement, définie comme le manche de la guitare, le corps de la guitare, quant à lui, est nommé ainsi en référence à la forme "ovale" du rémanent de supernova.

## Pulsar
PSR B2223+65 est un pulsar X, radio et il est un pulsar milliseconde. Son champ magnétique a une force de 108 teslas, mais il est probablement amplifié par une interaction avec un milieu interstellaire. Le champ magnétique du pulsar est turbulent et il piège les électrons qui passent aux abords du pulsar. Lorsque les électrons entrent en contact avec les jets du pulsar, ils sont propulsés à plus de la moitié de la vitesse de la lumière. Les fuites d'électrons donnent la forme de la nébuleuse. Des observations dans les rayons X ont révélé les jets matière de PSR B2223+65, montrant aussi que PSR B2223+65 est entouré de matière qui est propulsée lorsqu'elle est située dans l'axe des jets. Les mesures de sa parallaxe montrent que PSR B2223+65 se déplace de 0,05 mas/a. PSR B2223+65 est considéré comme un pulsar âgé.

## Nébuleuse
Les mesures Hα révèlent un point chaud brillant et un "corps" faiblement éclairci dont la largeur variable suggère que le gaz interstellaire ambiant a des variations de densité sur des échelles de longueur de 0,1 pc. Le pulsar crée de forts vents stellaires qui soufflent les gaz du rémanent de la nébuleuse de la Guitare, les gaz de la nébuleuse se retrouvent à être soufflés à plus 1 000 Km/s. Les gaz présents au sein de la nébuleuse ont une température effective estimée à 3 x 107 K, tandis que les gaz présents à la surface de la nébuleuse ont une température effective estimée à 3 ± 1 x 105 K, avec une luminosité globale de 6 × 1030 ergs.

## Origine
En novembre 2009, une équipe de scientifiques associés à l'université d'Oxford a émis l'hypothèse que PSR B2223+65 est originaire de l'association d'étoiles Cygnus OB3. Ils ont émis cette hypothèse à cause de la distance, le mouvement propre et la parallaxe de PSR B2223+65. L'étoile qui lui a donné vie était sûrement une supergéante bleue et les estimations montrent que le cœur de l'étoile s'est effondré il y a 800 000 ans. À ce moment, l'étoile avait un mouvement propre de 30 km/s. Lors de sa séquence principale, l'étoile progénitrice avait une masse de 21 à 37 M☉ avec un type spectral de B1 pour 21 M☉ et O6 pour 37 M☉.